# Pierrefiche (Lozère)
Pierrefiche is een gemeente in het Franse departement Lozère (regio Occitanie) en telt 153 inwoners (1999). De plaats maakt deel uit van het arrondissement Mende.

## Geografie
De oppervlakte van Pierrefiche bedraagt 17,6 km², de bevolkingsdichtheid is 8,7 inwoners per km².
De onderstaande kaart toont de ligging van Pierrefiche (Lozère) met de belangrijkste infrastructuur en aangrenzende gemeenten.

## Demografie
Onderstaande figuur toont het verloop van het inwonertal (bron: INSEE-tellingen).